# (471196) 2010 PK66
(471196) 2010 PK66, também escrito como (471196) 2010 PK66, é um objeto transnetuniano que está localizado no Cinturão de Kuiper, uma região do Sistema Solar. Ele possui uma magnitude absoluta de 5,6 e tem um diâmetro estimado de cerca de 334 km. O astrônomo Mike Brown lista este corpo celeste em sua página na internet como um candidato a possível planeta anão.

## Descoberta
(471196) 2010 PK66 foi descoberto no dia 14 de agosto de 2010 pelos astrônomos D. L. Rabinowitz, M. Schwamb e S. Tourtellotte.

## Órbita
A órbita de (471196) 2010 PK66 tem uma excentricidade de 0,007 e possui um semieixo maior de 40,569 UA. O seu periélio leva o mesmo a uma distância de 40,278 UA em relação ao Sol e seu afélio a 40,860 UA.